# Habanero
Habanero (Capsicum chinense) er en (chili) frugt af udseende som en lille (ca. 6*3 cm) peberfrugt med farven grøn, orange til rødlig alt efter modning. Serveres ofte med sovs Den stammer oprindelig fra Yucatán-halvøen i Mexico. Den benyttes som krydderi i madlavning, men skal benyttes med stor forsigtighed, da den er meget stærk.
Styrken måles i Scoville og spænder fra 100.000 til 300.000 på Scoville-skalaen. Til sammenligning er jalapeños og almindelig tabasco-sovs fra 2500 til 5000 Scoville, cayennepeber fra 30.000 til 50.000 Scoville. Man skal undgå at habanero får kontakt med hud og især øjne.